# Lerchenberg (Magonza)
Lerchenberg (lett.: «monte dell'allodola») è un quartiere della città tedesca di Magonza.
La nascita di Lerchenberg come nuovo quartiere dopo il 1962 e l'ampia incorporazione intorno a Magonza nel 1969 hanno posto fine alla stagnazione dello sviluppo urbano causata dalla seconda guerra mondiale e hanno offerto ampie opportunità di espansione e sviluppo. Con l'insediamento della ZDF sul Lerchenberg, nel 1976 è iniziata la trasformazione in città mediatica.
Il Lerchenberg viene anche soprannominato Medienberg («monte dei mass media»), poiché qui si trova non solo il centro di trasmissione ZDF, ma anche 3sat e la sede tedesca di Arte. Anche ZDF Werbefernsehen e ZDF Enterprises si basano sul Lerchenberg. Dal settembre 1991 fino al trasferimento a Berlino e Monaco di Baviera nell'estate del 2001, qui si trovava anche il centro di trasmissione Sat.1, così come l'editore di giornali VRM. Sul Lerchenberg si trovano anche il fornitore di servizi OB Van TV-Skyline e il Media Service Center con diverse società di produzione.